# 21 tháng 7
Ngày 21 tháng 7 là ngày thứ 202 (203 trong năm nhuận) trong lịch Gregory. Còn 163 ngày trong năm.

## Sự kiện
- 356 TCN – Đền Artemis bị lửa thiêu hủy.
- 230 – Giáo hoàng Pontianô kế nhiệm giáo hoàng Urbanus I và là vị Giáo hoàng thứ 18 của giáo hội Công giáo.
- 1645 – Nhiếp chính vương Đa Nhĩ Cổn của nhà Thanh ban một chiếu chỉ lệnh cho toàn bộ nam giới người Hán phải cạo tóc ở trán và tết phần tóc còn lại theo phong tục của người Mãn.
- 1762 – Chiến tranh Bảy năm: Quân đội Phổ do vua Friedrich Đại đế chỉ huy đánh bại quân đội Áo trong trận Burkersdorf tại Ba Lan ngày nay.
- 1786 – Quân Tây Sơn do Nguyễn Huệ chỉ huy tiến vào Thăng Long, lật đổ quyền cai trị thực tế hơn 200 năm của họ Trịnh ở miền Bắc Đại Việt.
- 1940 – Ba nước Cộng hòa Xã hội chủ nghĩa Xô viết là Estonia, Latvia, Litva được thành lập, và đều được sáp nhập với Liên Xô trong tháng sau.
- 1954 – Chiến tranh Đông Dương: Hiệp định Genève về khôi phục hòa bình ở Đông Dương ra tuyên bố cuối cùng.
- 1970 – Sau 11 năm xây dựng, đập Aswan trên sông Nin tại Ai Cập được hoàn thành.
- 2007 – Harry Potter và Bảo bối Tử thần được phát hành, là truyện cuối cùng của loạt truyện Harry Potter, và là sách bán chạy nhất trong lịch sử.
- 2013 – Philippe trở thành Quốc vương Bỉ.

## Sinh
- 356 TCN – Alexandros Đại Đế (m. 323 TCN)
- 541 – Tuỳ Văn Đế, người sáng lập và hoàng đế đầu tiên của nhà Tuỳ trong lịch sử Trung Quốc (m. 604)
- 628 – Đường Cao Tông, Hoàng đế thứ ba của triều đại nhà Đường trong lịch sử Trung Quốc (m. 683)
- 1899 – Ernest Hemingway, nhà văn Mỹ, đoạt giải Nobel văn chương năm 1954 (m. 1961)
- 1932 – Trần Văn Minh, Trung tướng Quân lực Việt Nam Cộng hòa (m 1997)
- 1968 – Brandi Chastain, nữ cầu thủ bóng đá người Mỹ
- 1981 – Blake Lewis, ca sĩ người Mỹ
- 1988 – Cảnh Điềm, diễn viên người Trung Quốc
- 1992 – Hàn Đông Quân, diễn viên người Trung Quốc
- 1995 – Baekho, ca sĩ Hàn Quốc, thành viên nhóm nhạc NU'EST
- 1997 - Jsol, ca sĩ người Việt Nam
- 2000 – Aisha, ca sĩ Hàn Quốc, thành viên nhóm nhạc Everglow (nhóm nhạc)
- 2007 – Phần cuối của loạt truyện Harry Potter do nữ văn sĩ J. K. Rowling sáng tác xuất bản trên toàn thế giới.

## Mất
- 1853 – Nguyễn Phúc Hồng Bàng, hoàng tử con vua Thiệu Trị (s. 1838).
- 1944 – Claus von Stauffenberg, đại tá của quân đội Đức Quốc xã (s. 1907)
- 1973 – Nhạc sĩ Anh Thy (s.1943)
- 2006 – Ta Mok cựu tư lệnh quân Khmer Đỏ (s. 1926)
- 2013 – Wanbi Tuấn Anh, nam ca sĩ người Việt Nam. (s. 1987)
- 2020 – Vũ Nhật Tân, nhạc sĩ người Việt Nam. (s. 1970)